# Arques (Aude)
Arques es una pequeña localidad y comuna francesa, situada en el departamento del Aude en la región de Languedoc-Roussillon, en la carretera de Couiza a Narbonne por las Corbières, en el valle de Rialsesse.
A sus habitantes se les conoce en idioma francés por el gentilicio Arquois.

## Historia
Es una antigua bastida medieval

## Demografía
| 235 | 210 | 190 | 201 | 210 | 199 |
| Para los censos de 1962 a 1999 la población legal corresponde a la población sin duplicidades (Fuente: INSEE [Consultar]) |     |     |     |     |     |

## Lugares de interés
- El Castillo de Arques
- Casa de Déodat Roché, convertida en exposición sobre el catarismo
- Pequeño lago.

## Personalidades relacionadas con la comuna
- Déodat Roché, historiador y erudito del catarismo.